# Świątynia Zhihua
Świątynia Zhihua (chiń.: 智化寺; pinyin: Zhìhuà Sì) – świątynia buddyjska w Pekinie, w dzielnicy Dongcheng. Została zbudowana na zlecenie Wang Zhena, eunucha na dworze cesarza Zhu Qizhena z dynastii Ming. Świątynia jest jednym z największych i najlepiej zachowanych przykładów chińskiej architektury buddyjskiej z okresu Ming.
Świątynię wzniesiono w 1443 roku za rządów cesarza Zhu Qizhena i nazwano ją wówczas Bao’en Zhihuasi. Kompleks powstał za zdefraudowane pieniądze wpływowego eunucha Wang Zhena. W roku 1449  cesarz wyprawił się osobiście przeciw Ojratom; armia, fatalnie dowodzona przez niemającego doświadczenia wojskowego Wang Zhena, została doszczętnie rozgromiona, a cesarz dostał się do niewoli (Wang Zhen zginął). W 1457, po przewrocie, który ponownie wyniósł Zhu Qizhena na tron, odprawiono ceremonie ku czci zabitego eunucha i wystawiono mu pomnik w świątyni. W 1742 roku, za panowania cesarza Qianlonga pomnik został zniszczony, a w jego miejsce postawiono posąg Buddy.
Cały zespół świątynny obejmuje obszar ok. 20000 m², w którego skład wchodzi siedem głównych pawilonów. Największym jest dwukondygnacyjny Pawilon Tathagaty, gdzie znajduje się rzeźba Tathagaty. Na drugim piętrze pawilonu, w ścianach, znajduje się ponad 9 tys. wnęk, w których mieszczą się małe figurki Buddów. Z tego powodu budynek nazywany jest czasami Pawilonem Dziesięciu Tysięcy Buddów. W Pawilonie Tybetańskim znajduje się Zhuanlunzai – ośmioboczna drewniana konstrukcja na cokole z białego marmuru, na której wyryto zdobienia, m.in. ptaki, bóstwa, lwy i kwiaty. Dachy głównych budynków świątyni pokryte są czarnymi płytkami.
W świątyni grupa mnichów wykonuje muzykę z buddyjskich obrzędów z okresu dynastii Ming, wykorzystując przy tym wielu tradycyjnych instrumentów, m.in. gongów, sheng, dizi (rodzaj fletu) i bębnów.